# Звёзды (художественная группа в КНР)
Группа «Звёзды» 星星画派 — объединение художников в КНР в первые годы после Культурной революции, оппозиционно настроенное по отношению к тогдашним властям КНР.
Работы группы «Звёзды» (Ван Кэпин, Хуан Жуй, Ма Дэшэн, Чжун Ачэн 钟阿城, Ай Вэйвэй и др.) противостояли марксистской идеологии, господствовавшей в КНР в 1970-80-е годы. Художники группы отрицали теорию «искусства ради искусства», распространённую во времена династии Мин и Цин, утверждали своё право на индивидуальность. «Каждый художник — маленькая звезда, — говорил один из основателей группы, Ма Дэшэн, — и даже великие художники в масштабах Вселенной всего лишь маленькие звёздочки».
Первая выставка группы состоялась осенью 1979 года и представляла собой экспозицию 163 произведений 23 художников и собрала в качестве зрителей не только узкий круг специалистов, но и большое количество простых рабочих и солдат. Ни один из участвующих художников не был официальным. Лидер Гуан Жуй работал на фабрике по обработке кожи, Ван Кэпин писал сценарии для пекинского телевидения, а Ма Дэшэн проектировал печатные платы в исследовательском центре. В ходе этой значимой выставки художники не только показали стремление к новым стилям выражения и своё отрицание канонов Культурной революции, но и вступили в спор с традиционной теорией искусства того времени. В представленных работах чётко улавливалась критика китайской власти. Одним из самых ярких произведений можно назвать «Молчание» Ван Кэпина, представляющим собой деревянную голову с закрытым глазом и заткнутым ртом.
Все произведения представленные на этой выставке бичевали политику государства, спорили с традиционной культурой, в этих картинах нарушались запреты. Группа «Звёзды» многое заимствовала из западного искусства, девизом выставки было: Кольвиц — наше знамя, Пабло Пикассо — наш предвестник.
Вторая выставка «Звёзд» состоялась в августе 1980 года в Китайской художественной галерее, но судя по рецензиям, не была так успешна. Только журнал «Искусство» дал положительные отзывы, более того, в 12 номере данного журнала были опубликованы 11 работ с комментарием. Уже в 1981 году группа «Звёзды» распалась, многие её участники вынуждены были уехать за границу. Например, Ай Вэйвэй до сих пор преследуется в Китае. В последний раз он был арестован в пекинском аэропорту в 2011 году. Несмотря ни на что, выставка группы «Звёзды» сильно потрясла художественную общественность того времени и дала толчок к развитию современного китайского искусства.